# FC Nantes
Football Club de Nantes – francuski klub piłkarski z siedzibą w Nantes, założony 21 kwietnia 1943.

## Osiągnięcia
- Mistrz Francji (8): 1965, 1966, 1973, 1977, 1980, 1983, 1995, 2001
- Puchar Francji (4): 1979, 1999, 2000, 2022
- Superpuchar Francji (Trophée des Champions) (3): 1965, 1999, 2001
- Puchar Alp (Coppa delle Alpi) (1): 1982

## Historia
Klub został założony w 1943 (z połączenia czterech innych klubów) i przez lata występów w ekstraklasie francuskiej ośmiokrotnie świętował mistrzostwo kraju (1965, 1966, 1973, 1977, 1980, 1983, 1995, 2001). W latach 1979, 1999, 2000 i 2022 zdobywał Puchar Francji. Wielokrotnie zespół kwalifikował się do europejskich rozgrywek, także do prestiżowej Ligi Mistrzów; w edycji 1995/1996 piłkarze Nantes dotarli do półfinału Ligi Mistrzów (wyeliminowali m.in. Spartaka Moskwa, ulegli Juventusowi), w edycji 2001/2002 – w znacznie rozbudowanych rozgrywkach Ligi Mistrzów – odpadli na etapie drugiej fazy grupowej. Byli także w półfinale Pucharu Zdobywców Pucharów (1979/1980) oraz w ćwierćfinale Pucharu UEFA (1994/1995).
Piłkarze Nantes, ze względu na kolor strojów (zielono-żółte), noszą przydomek Kanarków (Les Canaris).
W maju 1984 otwarto nowy stadion, który służył za jedną z aren Mistrzostw Europy 1984 i Mistrzostw Świata 1998, a także miejsce spotkań eliminacyjnych i towarzyskich reprezentacji Francji oraz spotkań reprezentacji rugbystów. Stadionowi, mogącemu pomieścić 39 tysięcy widzów (po modernizacji – 50 tysięcy), nadano imię wieloletniego prezesa klubu, Louisa Fonteneau (Stade de la Beaujoire – Louis Fonteneau). W sezonie 2006/2007 Nantes po 44 latach nieprzerwanej gry w Ligue 1 spadło do 2 ligi. Po roku przerwy Nantes wróciło do Ligue 1 po zajęciu 2. miejsca w tabeli. W kolejnym sezonie klub zajął przedostatnie miejsce w tabeli Ligue 1 i ponownie zanotował degradację. W 2013 roku piłkarze Nantes wrócili do Ligue 1, w której grają do dziś.

## Prezesi klubu
- 1943–1944 – Jean Le Guillou
- 1944–1945 – Marcel Saupin
- 1945–1958 – Jean Le Guillou
- 1958–1959 – Charles Stephan
- 1959–1968 – Jean Clerfeuille
- 1969–1986 – Louis Fonteneau
- 1986–1992 – Max Bouyer
- 1992–1996 – Guy Scherrer
- 1996–1998 – Jean-Rene Toumelin
- 1998–2001 – Kleber Bobin
- 2001–2005 – Jean-Luc Gripond
- 2005–2007 – Rudi Roussillon
- od 2007 – Waldemar Kita

## Trenerzy klubu
- 1943–1946 – Aimé Nuic
- 1946–1949 – Antoine Raab
- 1949–1951 – Antoine Gorius
- 1951–1955 – Emile Veinante
- 1955–1956 – Antoine Raab
- 1956 – Stanislas Staho
- 1956–1959 –  Louis Dupal
- 1959−1960 –  Karel Michlowskli
- 1960–1976 – Jose Arribas
- 1976–1982 – Jean Vincent
- 1982–1988 – Jean-Claude Suaudeau
- 1988–1991 –  Miroslav Blažević
- 1991–1997 – Jean-Claude Suaudeau
- 1997–2002 – Raynald Denoueix
- 2002–2003 –  Ángel Marcos
- 2003–2004 – Loïc Amisse
- 2005–2006 – Serge Le Dizet
- 2006–2007 – Georges Eo
- 2007 –  Japhet N’Doram i  Michel Der Zakarian
- 2007–2008 –  Michel Der Zakarian
- 2008 – Christian Larièpe
- 2008–2009 – Élie Baup
- 2009 –  Gernot Rohr
- 2009–2010 – Jean-Marc Furlan
- 2010–2011 – Baptiste Gentili
- 2011 – Philippe Anziani
- 2011–2012 – Landry Chauvin
- 2012–2016 –  Michel Der Zakarian
- 2016 –  René Girard (piłkarz)
- 2016–2017 –  Sérgio Conceição
- 2017–2018 –  Claudio Ranieri
- 2018 –  Miguel Cardoso
- 2018–2019 –  Vahid Halilhodžić
- 2019–2020 –  Christian Gourcuff

## Obecny skład
Stan na: 30 stycznia 2022
| Nr | Poz. | Piłkarz                                 |
| -- | ---- | --------------------------------------- |
| 1  | BR   | Alban Lafont (kapitan)                  |
| 2  | OB   | Fábio                                   |
| 3  | OB   | Andrei Girotto                          |
| 4  | OB   | Nicolas Pallois (wicekapitan)           |
| 5  | PO   | Pedro Chrivella                         |
| 7  | NA   | Evann Guessand (wypożyczony z OGC Nice) |
| 8  | PO   | Samuel Moutoussamy                      |
| 10 | PO   | Ludovic Blas                            |
| 11 | NA   | Marcus Coco                             |
| 12 | OB   | Dennis Appiah                           |
| 14 | NA   | Ignatius Ganago                         |
| 15 | NA   | Adel Mahamoud                           |
| 16 | BR   | Rémy Descamps                           |
| 17 | PO   | Moussa Sissoko                          |
| 18 | PO   | Samuel Yepié Yepié                      |

| Nr | Poz. | Piłkarz                                      |
| -- | ---- | -------------------------------------------- |
| 19 | PO   | Mohamed Achi                                 |
| 20 | PO   | Lohann Doucet                                |
| 21 | OB   | Jean-Charles Castelletto                     |
| 22 | PO   | Gor Manvelyan                                |
| 23 | OB   | Robin Voisine                                |
| 24 | OB   | Sébastien Corchia                            |
| 27 | PO   | Moses Simon                                  |
| 28 | OB   | Fabien Centonze                              |
| 29 | PO   | Quentin Merlin                               |
| 30 | BR   | Denis Petrić                                 |
| 31 | NA   | Mostafa Mohamed (wypożyczony z Galatasarayu) |
| 55 | NA   | Abdoul Kader Bamba                           |
| 61 | NA   | Joe-Loïc Affamah                             |
| 63 | OB   | Michel Diaz                                  |
| 93 | OB   | Charles Traoré                               |

### Zastrzeżone numery
- 9.  Emiliano Sala  występował w FC. Nantes  w latach 2015–2019, Numer zastrzeżono po tragicznej śmierci zawodnika[2].